# أسطول الكنز الإسباني

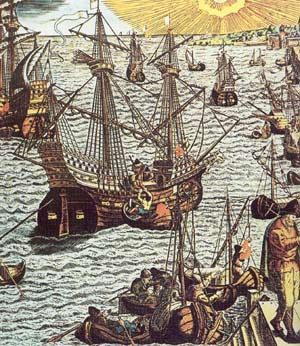
صورة تبين اسطول الكنز على شكل قوافل بحرية

أسطول الكنز الإسباني، أو أسطول جزر الهند الغربية، بالإسبانية: Flota de Indias (يُطلق عليه أيضًا الأسطول الفضي أو أسطول الصفائح؛ من الإسبانية: plata التي تعني «الفضة»)، كان الأسطول عبارة عن شبكة طرق للقوافل البحرية نظمتها الإمبراطورية الإسبانية من عام 1566 حتى عام 1790، وقد ربطت إسبانيا بأراضيها في الأمريكيتين عبر المحيط الأطلسي. وكانت القوافل عبارة عن أساطيل شحن للبضائع استخدمت لنقل مجموعة متنوعة من المواد، بما في ذلك السلع الزراعية والأخشاب والموارد المعدنية المختلفة مثل الفضة والذهب والأحجار الكريمة واللؤلؤ والتوابل والسكر والتبغ والحرير وغيرها من السلع الغريبة من أراضي الإمبراطورية الإسبانية في الخارج إلى البر الرئيسي الإسباني. وقد نقلت البضائع الإسبانية مثل الزيت والنبيذ والمنسوجات والكتب والأدوات في الاتجاه المعاكس.
كان أسطول جزر الهند الغربية أول طريق تجاري دائم عبر المحيط الأطلسي في التاريخ. وبالمثل، كان طريق تجارة السفن الشراعية (غليون) في مانيلا أول طريق تجاري دائم عبر المحيط الهادئ. وتعتبر طرق أساطيل جزر الهند الغربية وجزر الهند الشرقية الإسبانية من بين أكثر العمليات البحرية نجاحًا في التاريخ، ومن وجهة نظر تجارية، فقد وضعت مقومات رئيسية للنظام الاقتصادي العالمي اليوم.

## التاريخ

### الأصل
كانت السفن الإسبانية تنقل البضائع من العالم الجديد منذ الرحلة الاستكشافية الأولى لكريستوفر كولومبوس في عام 1492. ويعود تاريخ شبكة القوافل المنظمة إلى عام 1564، لكن إسبانيا سعت إلى حماية الشحن قبل ذلك من خلال تنظيم الحماية حول كوبا وهي أكبر جزيرة كاريبية، والمنطقة البحرية جنوب إسبانيا وجزر الكناري بسبب هجمات القراصنة والبحرية الأجنبية. وفي ستينيات القرن السادس عشر، أنشأت الحكومة الإسبانية نظامًا للقوافل ردًا على نهب هافانا من قبل القراصنة الفرنسيين.
وضعت الإجراءات الرئيسية بناءً على توصيات بيدرو مينينديث دي أفيليس، الأميرال صاحب الخبرة والمستشار الشخصي للملك فيليب الثاني. أبحرت أساطيل الكنز على طول ممرين بحريين. كان الأسطول الرئيسي هو أسطول جزر الهند الغربية الإسبانية الكاريبي أوFlota de Indias، والذي أبحر في قافلتين من إشبيلية، حيث كان مقر كاسا دي كونتراتاثيون (مجلس التجارة)، متجهًا إلى موانئ مثل فيراكروز وبورتوبيلو وقرطاجنة قبل الاجتماع في هافانا من أجل العودة معًا إلى إسبانيا. وكان الطريق الثانوي هو طريق غليون مانيلا أو Galeón de Manila، الذي ربط الفلبين بأكابولكو في المكسيك عبر المحيط الهادئ. ومن أكابولكو، نقلت البضائع الآسيوية بواسطة قطار الشحن إلى فيراكروز ليجري تحميلها على أسطول الكنز الكاريبي لشحنها إلى إسبانيا. وللدفاع عن هذه التجارة بشكل أفضل، صمم بيدرو مينينديث دي أفيليس وألفارو دي بازان النموذج النهائي لسفن الغليون في خمسينيات القرن الخامس عشر.

### كاسا دي كونتراتاثيون
سيطرت إسبانيا على التجارة من خلال كاسا دي كونتراتاثيون (مجلس التجارة) ومقره إشبيلية، وهو ميناء نهري في جنوب إسبانيا. وبموجب القانون، لا يمكن للمستعمرات التجارة إلا مع إشبيلية، الميناء الوحيد المحدد في البلد الأم. وأظهر علم الآثار البحرية أن كمية البضائع المنقولة كانت في بعض الأحيان أعلى من تلك المسجلة في الأرشيف العام لجزر الهند. وأرسل التجار الإسبان الذين كانوا بمثابة واجهات للتجار الأجانب بضائعهم على هذه الأساطيل إلى العالم الجديد. لجأ البعض إلى التهريب لنقل بضائعهم دون ضرائب. فرض تاج إسبانيا ضريبة على السلع والمعادن النفيسة على التجار المستقلين بمعدل 20%، وهي ضريبة تُعرف باسم كينتو ريال أو الخمس الملكي.
بحلول نهاية القرن السادس عشر، أصبحت إسبانيا أغنى دولة في أوروبا. واستخدم آل هابسبورغ الإسبان الكثير من الثروة الناتجة عن هذه التجارة لتمويل الجيوش لحماية أراضيهم الأوروبية في القرنين السادس عشر والسابع عشر ضد الإمبراطورية العثمانية ومعظم القوى الأوروبية الكبرى. مثلما أدى تدفق المعادن الثمينة من إسبانيا وإليها إلى تنشيط الاقتصاد الأوروبي ككل.
جعل تدفق المعادن الثمينة العديد من التجار أثرياء، سواء في إسبانيا أو في الخارج. نتيجة لاكتشاف المعادن النفيسة في أمريكا الإسبانية، زاد المعروض النقدي لإسبانيا عشرة أضعاف. تسببت الزيادة في الذهب والفضة في السوق الإيبيرية في ارتفاع التضخم في القرن السابع عشر، مما أثر على الاقتصاد الإسباني. ونتيجة لذلك، أُجبر التاج على تأخير سداد بعض الديون الرئيسية، ما كان له عواقب سلبية على الدائنين، ومعظمهم من المصرفيين الأجانب. بحلول عام 1690، لم يعد بإمكان بعض هؤلاء الدائنين تقديم الدعم المالي للتاج. واستمر احتكار إسبانيا لمستعمراتها في جزر الهند الغربية والشرقية لأكثر من قرنين.

### التراجع والإحياء والإلغاء
تراجعت الأهمية الاقتصادية للصادرات فيما بعد مع انخفاض إنتاج مناجم المعادن الثمينة الأمريكية، مثل مدينة بوتوسي. كان نمو التجارة قويًا في السنوات الأولى. وبلغ عدد السفن 17 سفينة في عام 1550، وتوسعت الأساطيل إلى أكثر من 50 سفينة بحلول نهاية القرن. ومع النصف الثاني من القرن السابع عشر، تضاءل هذا الرقم إلى أقل من نصف ذروته. مع تعافي الظروف الاقتصادية تدريجيًا من العقود الأخيرة من القرن السابع عشر، توسعت عمليات الأسطول ببطء مرة أخرى، واستعادت أهميتها مجددًا في عهد أسرة بوربون في القرن الثامن عشر.
تعرضت تجارة البضائع الإسبانية في بعض الأحيان للتهديد من قبل منافسيها الاستعماريين، الذين حاولوا الاستيلاء على الجزر كقواعد على طول الماين الإسباني (البر الرئيسي الإسباني في الأمريكيتين) وجزر الهند الغربية الإسبانية. ومع ذلك، لم تتضرر التجارة الأطلسية إلى حد كبير. استحوذ الإنجليز على جزر صغيرة مثل سانت كيتس عام 1624، وطُردوا عام 1629، وعادوا إليها عام 1639، ثم استولوا على جامايكا عام 1655. وثبت القراصنة الفرنسيون نفوذهم في سان دومينج عام 1625، ولكنهم طردوا، ثم عادوا لاحقًا، واحتل الهولنديون كوراساو عام 1634. وتبع ذلك خسائر أخرى لقوى أجنبية لاحقًا. وفي عام 1713 كجزء من معاهدة أوترخت بعد حرب الخلافة الإسبانية، أُجبر التاج الإسباني على تقديم امتيازات شملت الامتيازات التجارية لإنجلترا التي كسرت الاحتكار الإسباني السابق للتجارة القانونية إلى ممتلكاتها الاستعمارية. في عام 1739 أثناء حرب أذن جنكينز، حاصر الأميرال البريطاني فرانسيس هوسير ميناء بورتوبيلو وبعده حاصره إدوارد فيرنون في محاولة لمنع عودة أسطول الكنز. في عام 1741 انتهت حملة فيرنون ضد قرطاجنة دي أندياس بالهزيمة، وبخسائر كبيرة في الأرواح والسفن. تعاملت إسبانيا مع الاستيلاء البريطاني المؤقت على هافانا ومانيلا (1762-174)، خلال حرب السنوات السبع، باستخدام عدد أكبر من الأساطيل الصغيرة التي تزور مجموعة متنوعة من الموانئ.
شكلت نهاية حرب الخلافة الإسبانية في عام 1713 بداية حكم أسرة بوربون على الإمبراطورية الإسبانية، والتي جلبت معها إصلاحات أسرة بوربون. أدت هذه الإصلاحات، المصممة لوقف تراجع إسبانيا وزيادة الإيرادات الضريبية، إلى سلسلة من التغييرات في نظام الأسطول طوال القرن الثامن عشر. بدأ فيليب الخامس الإصلاحات بإرسال محققين للإبلاغ عن الأوضاع في أمريكا الإسبانية، والذين قدموا أدلة على الاحتيال. وبذل هو وملوك بوربون اللاحقون، ولا سيما كارلوس الثالث، جهودًا متضافرة لإدارة أمريكا الإسبانية بشكل مركزي وفرض ضرائب أكثر كفاءة على الأرباح من التجارة الخارجية. كان أحد هذه الإصلاحات هو منح الاحتكارات التجارية لبعض المناطق للشركات التجارية التي يديرها ذوو الأصول الإيبيرية، مثل شركة غيبوثكوان. وشملت إصلاحات أخرى الاستخدام المتزايد للسفن المسجلة، التي تسافر بمفردها خارج نظام الأسطول لنقل البضائع. قللت هذه الإصلاحات تدريجيًا من الاعتماد على القوافل المرافقة لنظام الأسطول. في ثمانينيات القرن الثامن عشر، فتحت إسبانيا مستعمراتها أمام تجارة أكثر حرية. وفي عام 1790، ألغي كاسا دي كونتراتاثيون، لتنتهي بذلك الأساطيل الكبرى. بعد ذلك خصصت مجموعات صغيرة من الفرقاطات البحرية لنقل البضائع أو السبائك حسب الحاجة.